# Zielhilfe
Eine Zielhilfe ist eine an der Schusswaffe angebrachte Vorrichtung mit dem Ziel, die Trefferchance zu erhöhen. Die Einrichtung von Zielhilfen wird mit dem Einschießen durchgeführt.
Man unterscheidet Zielhilfen in:
- das klassische Kimme und Korn
- Zielfernrohr, eine optisch vergrößernde Zielhilfe
- Reflexvisier
- Höhenrichtlibelle, wasserwaagenähnliche Zielhilfe, die das Verkanten einer (Panzer-)Kanone bei „blindem“ Nachtkampf vermeiden soll
- Laser, als Laseraufsatz für einen Leuchtpunkt auf dem Ziel (Laserpointer) als Anbaugerät Handfeuerwaffen oder auch als Entfernungsmessgerät
- Tactical Light auch Zielscheinwerfer für Handfeuerwaffen als Lampe zur Zielbeleuchtung
- Nachtsichtgerät als Anbaugerät für Handfeuerwaffen oder auch als Nichtsicht-Fernglas
  - Wärmebildgerät (WBG) für Handfeuerwaffen
  - Bildverstärkergerät (BiV) für Handfeuerwaffen
  - Infrarot-Zielscheinwerfer und IR-Zielfernrohr für Handfeuerwaffen
- diverse Stützvorrichtungen, z. B. Lafetten, Zweibein
- spezielle Bogenvisiere beim Bogenschießen

Der Begriff kann auch anders – im Sinne von Visierhilfe – verstanden werden: 

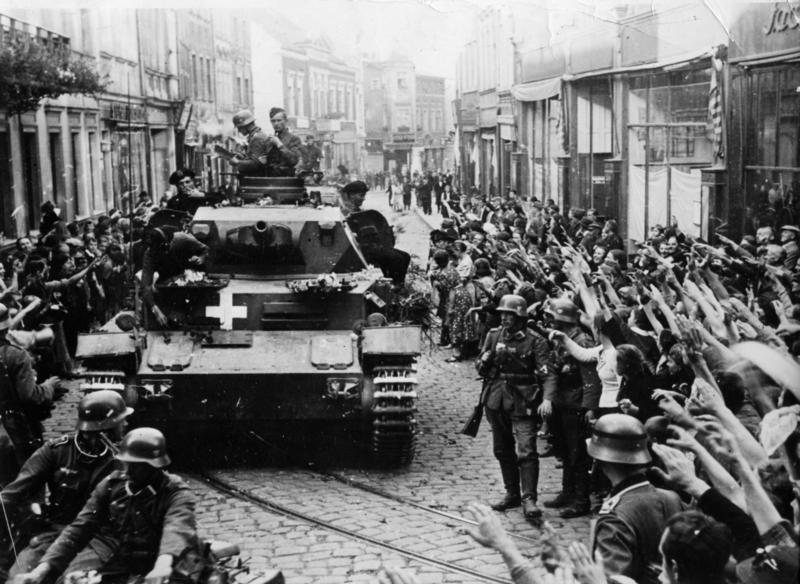
Die weißen Erkennungskreuze wurden nach dem Überfall auf Polen entfernt, nachdem diese vom Gegner als willkommene Zielhilfe genutzt wurden